# Almatyelektrotrans
Almatyelektrotrans (Abkürzung AET; russisch Алматыэлектротранс) ist der Verkehrsbetrieb in der kasachischen Großstadt Almaty.
Almatyelektrotrans betreibt acht Oberleitungsbuslinien und diverse Buslinien. Die letzten beiden Straßenbahnlinien mussten im Oktober 2015 wegen maroder Infrastruktur und mehreren Unfällen mit Straßenbahnen aufgegeben werden.
Im Mai 2009 wurde dem Unternehmen von der Europäischen Bank für Wiederaufbau und Entwicklung ein Kredit in Höhe von zehn Millionen US-Dollar für die Modernisierung und Verbesserung des Unternehmens gewährt. Außerdem wurden von den Regierungen von Deutschland, den Niederlanden, Österreich und Singapur insgesamt 900.000 Euro zur Verfügung gestellt.
Die zuletzt verwendeten  Fahrzeugtypen T4D,  T3D und KT4D des tschechischen  Straßenbahnherstellers Tatra wurden vor ihrer Ankunft in Kasachstan in deutschen Städten eingesetzt.

## Galerie

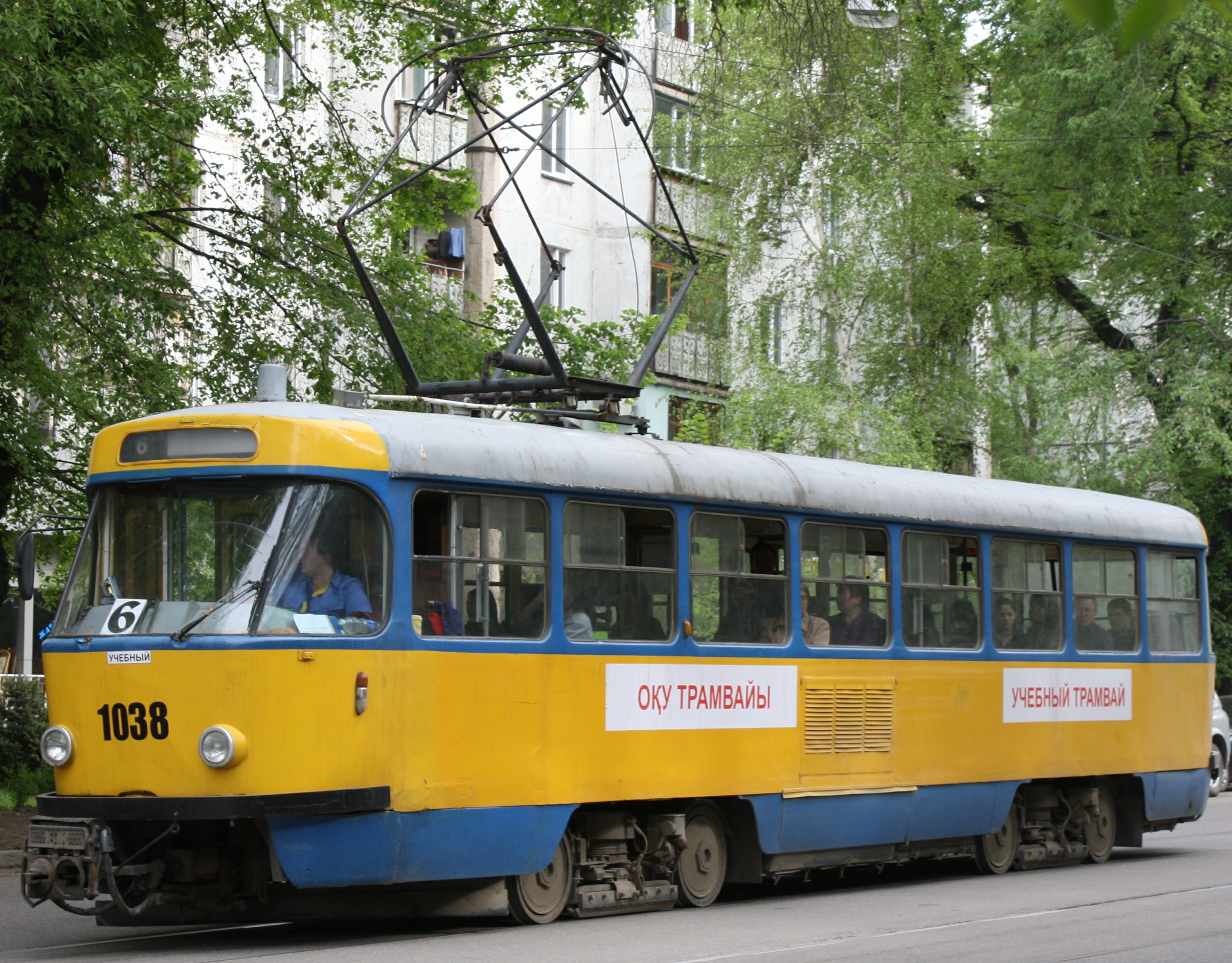
Tatra T4D
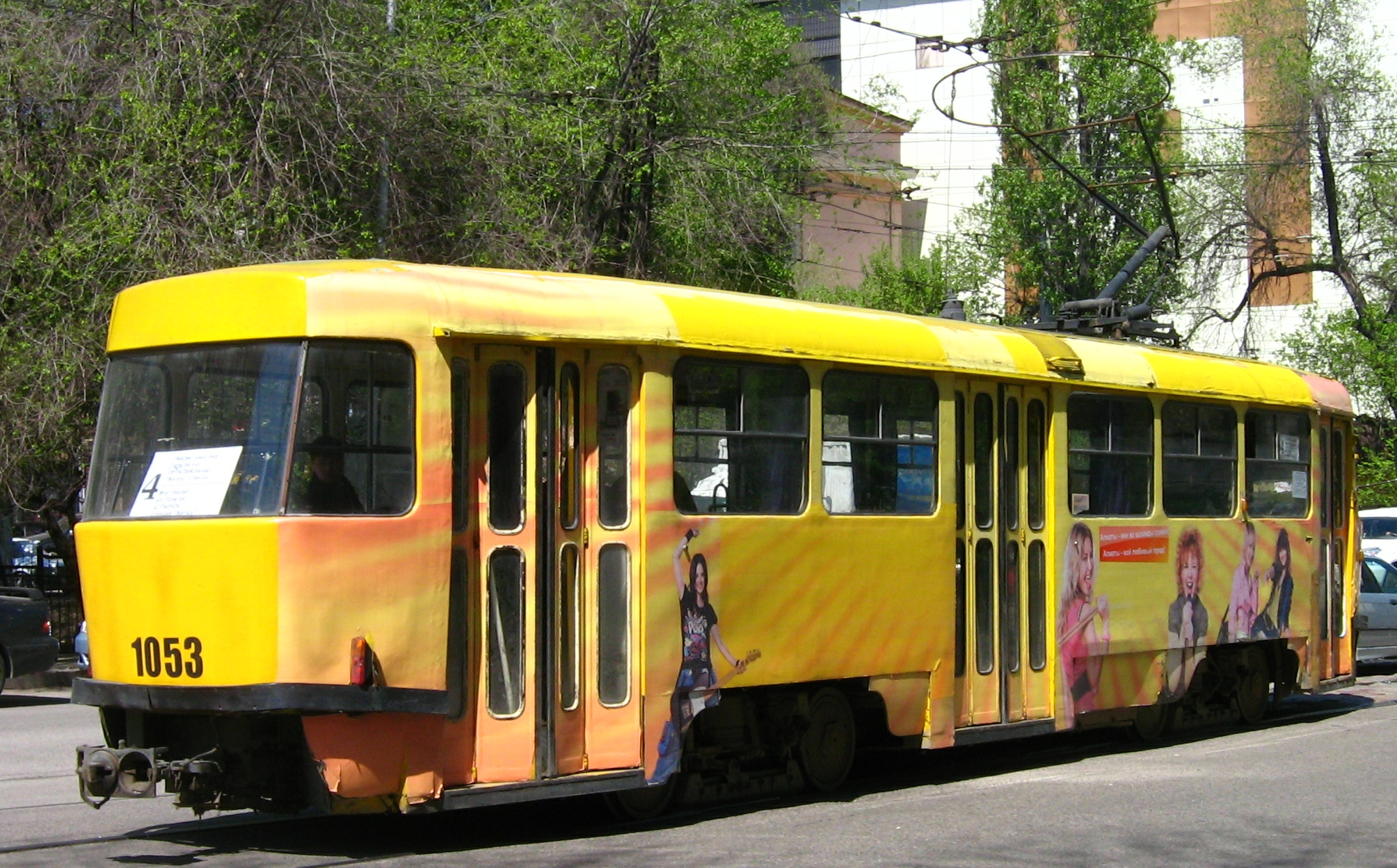
Tatra T3D
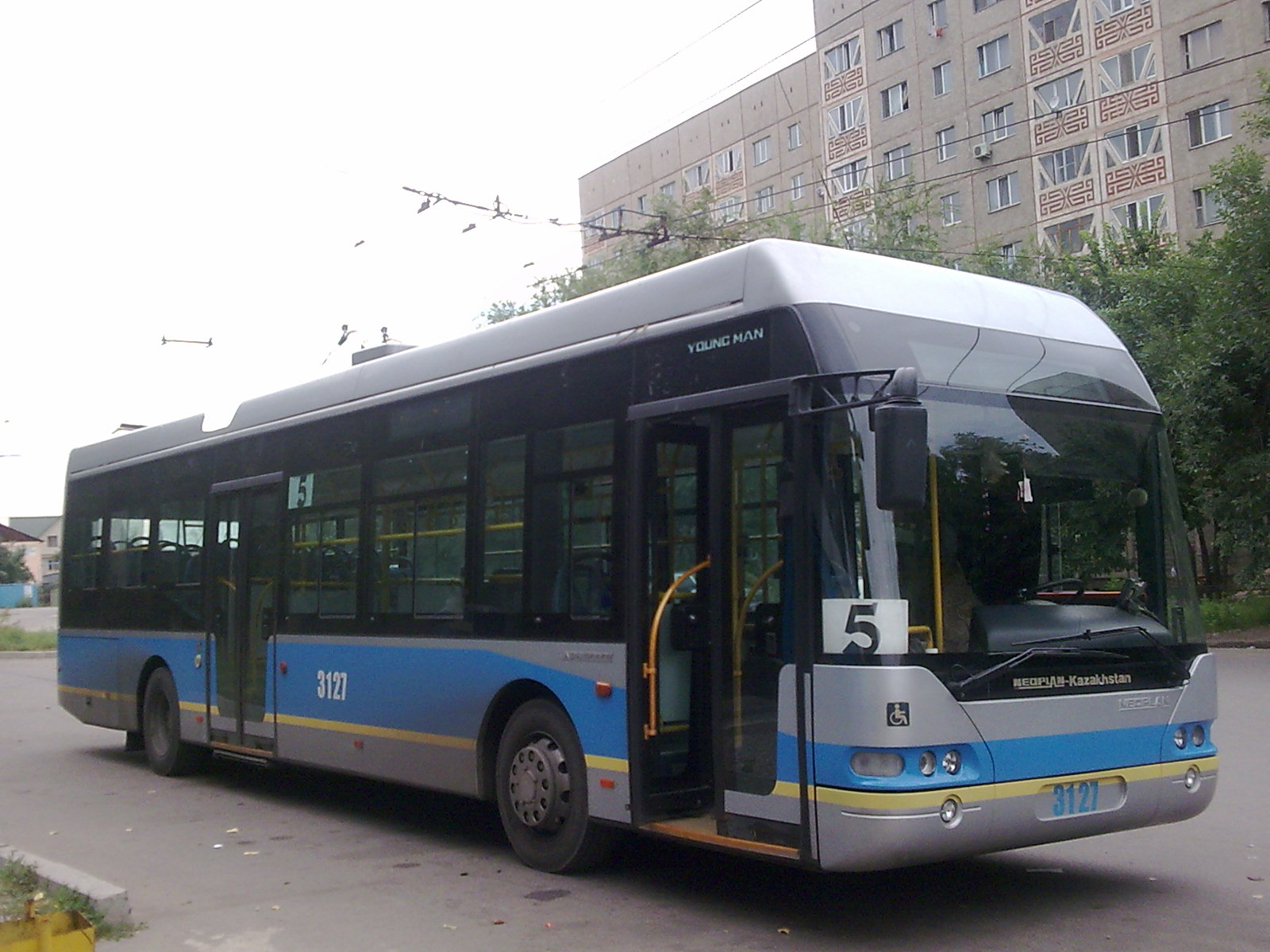
Neoplan Kasachstan Young Man, seit 2008 in Dienst
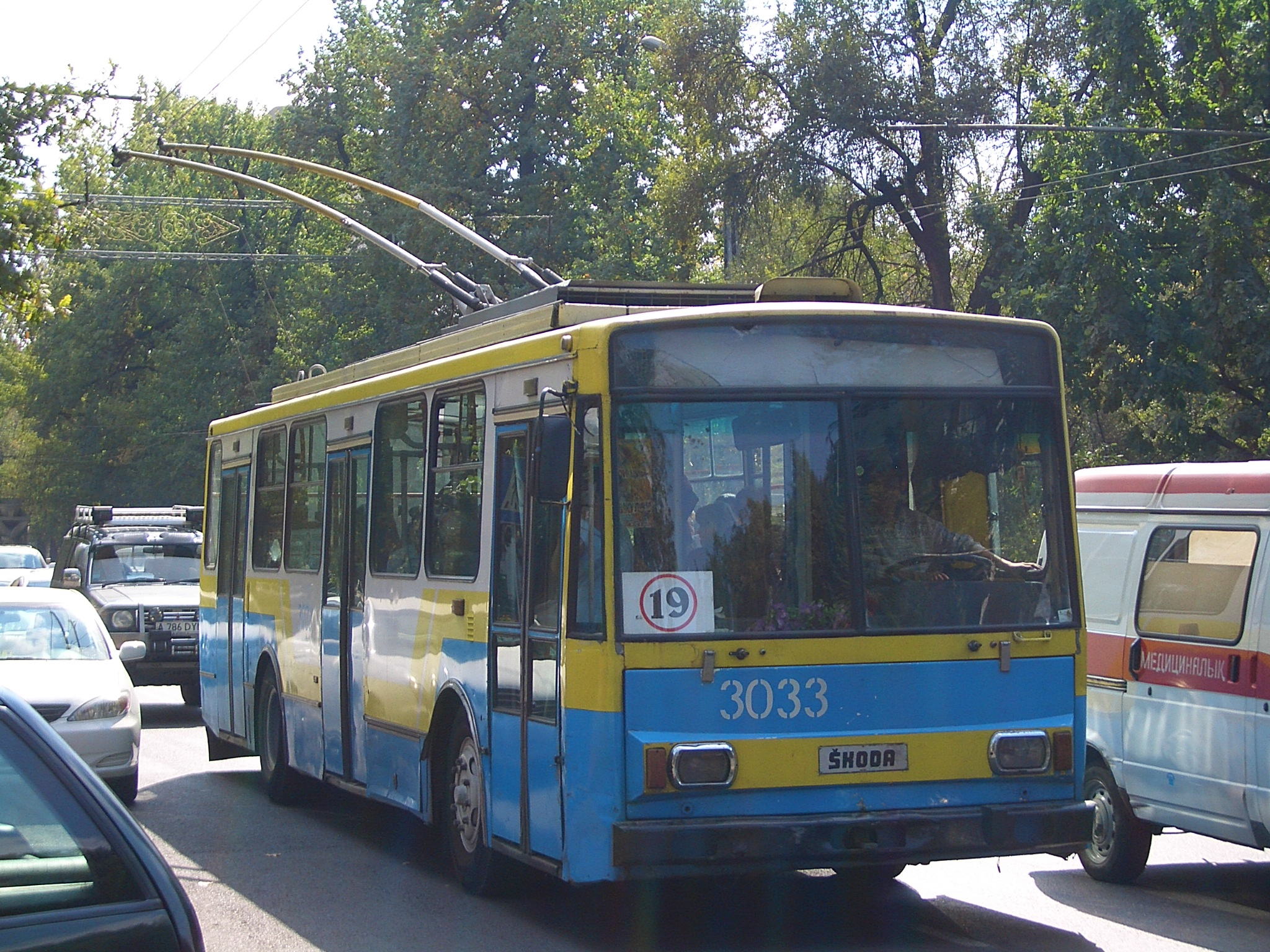
Škoda 14Tr, seit 2000 in Dienst